# Боулби, Джон
Джо́н Бо́улби (Эдвард Джон Мостин Боулби; 26 февраля 1907, Лондон — 2 сентября 1990, Скай) — английский психиатр и психоаналитик, специалист в области психологии развития, психологии семьи, психоанализа и психотерапии, основоположник теории привязанности.
Учился в школе для одарённых детей[значимость факта?]. Высшее образование получил в Кембриджском университете (бакалавр, 1928; магистр, 1932; доктор медицины, 1939). В течение года работал в школе для трудновоспитуемых детей. В годы Второй мировой войны работал военным психиатром (1940—1945). С 1946 года работал в Тавистокской клинике, где руководил отделом детей и родителей. На протяжении ряда лет занимался практической психиатрией и психоанализом.
Секретарь Британского психоаналитического общества (1944—1947). Исполняющий обязанности президента Научного общества (1956—1961). Председатель Ассоциации детской психологии и психиатрии (1958—1959). Президент Международной ассоциации детской психологии и психиатрии (1962—1966). Член редколлегии журнала «Journal of Child Psychology and Psychiatry», (с 1963).

## Почётные степени и награды
Почётный доктор литературы Лестерского университета (1971). Почётный доктор естественных наук Кембриджского университета (1977). Почётный доктор многих научных обществ.
Награждён медалями: Дж. Спенса (Британская педиатрическая ассоциация, 1974); Дж. С. Холла (АПА, 1974) и др. Награда АПА "За выдающийся научный вклад" (1981).

## Исследовательская деятельность
Исследовал роль семьи в жизни ребёнка, влияние разлуки с матерью на развитие ребёнка, взаимосвязь отсутствия материнской любви и психопатологических отклонений, фазы протеста, отчаяния и отторжения, сепарационную тревогу, беспокойство, амбивалентность, депрессию, проблемы защиты, насилия и т. д.
Был одним из первых, кто понял, что для ребёнка жизненно важна привязанность к одному взрослому, который о нем заботится. Эта привязанность обусловлена эволюционно и обеспечивает биологическую и психологическую защиту ребёнка.
Уделил значительное внимание изучению и интерпретации психоанализа как искусства и естественной науки. Осуществил ряд исследований по этологии и использовал этологические идеи и подходы для понимания эмоционального развития человека. После определённой этологической интерпретации психоаналитических идей создал концепцию привязанности как отличительной поведенческой системы, обладающей биологической функцией защиты.